# Dillhausen
Dillhausen ist ein Ortsteil der Gemeinde Mengerskirchen im mittelhessischen Landkreis Limburg-Weilburg.

## Geographie
Dillhausen liegt im südlichen Westerwald, etwa 21 Kilometer nordöstlich von Limburg an der Lahn, 11 Kilometer nordwestlich von Weilburg und 5 Kilometer östlich vom Kernort Mengerskirchen an den Kreisstraßen 450 und 456.
Die angrenzenden Orte sind, von Norden beginnend, im Uhrzeigersinn: Obershausen, Niedershausen (beide Gemeinde Löhnberg) und Probbach (Gemeinde Mengerskirchen).
Der Ort wird umringt von zahlreichen Basaltkuppen. Die windgeschützte Lage verleiht dem Dorf ein mildes Mittelgebirgsklima. Die für die Landwirtschaft ungeeigneten Hänge sind bewachsen von Buschwerk, Ginster und Niederwald.

## Geschichte

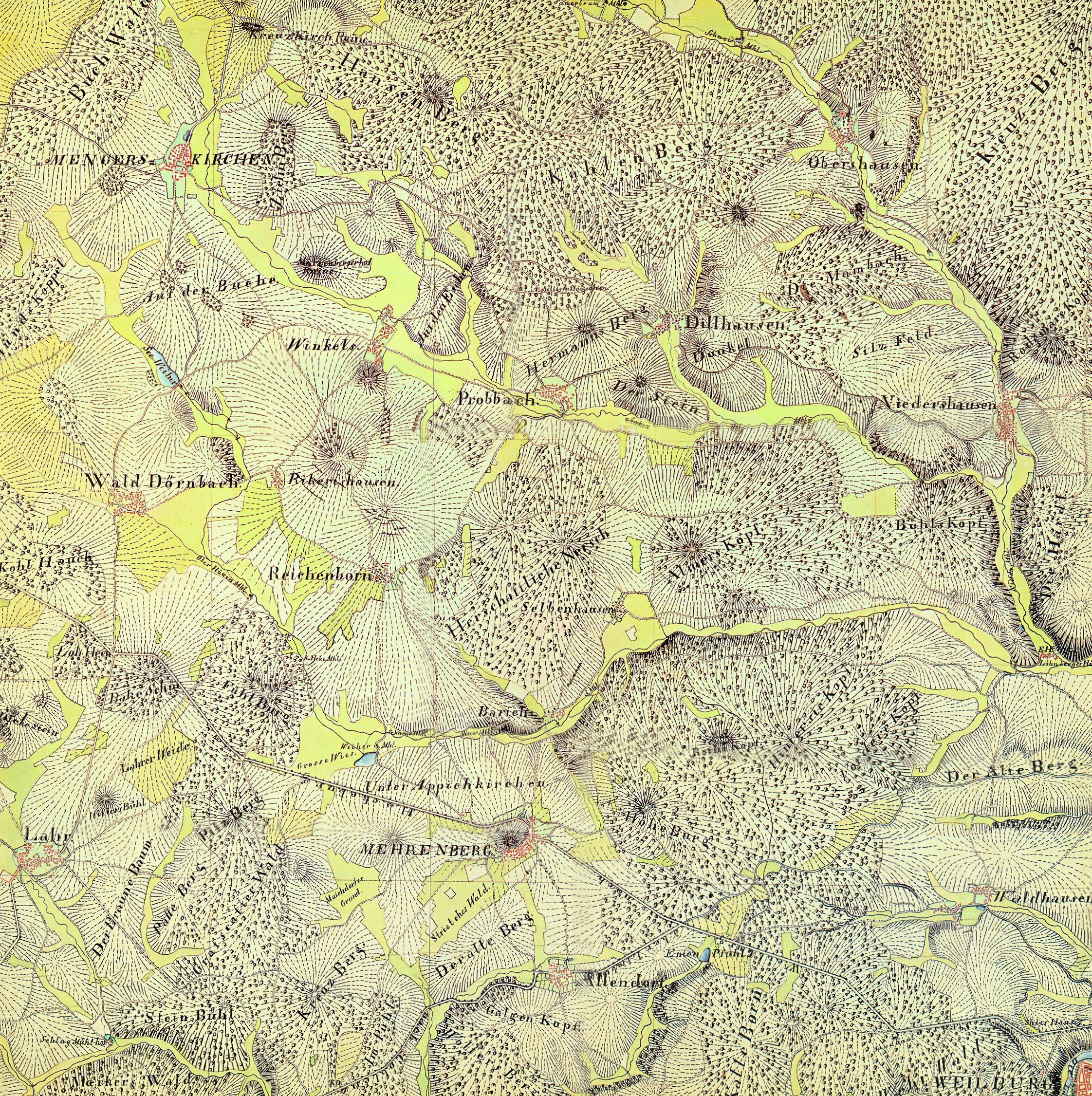
Die Karte der Topographische Aufnahme der Rheinlande, auf der Dillhausen verzeichnet ist

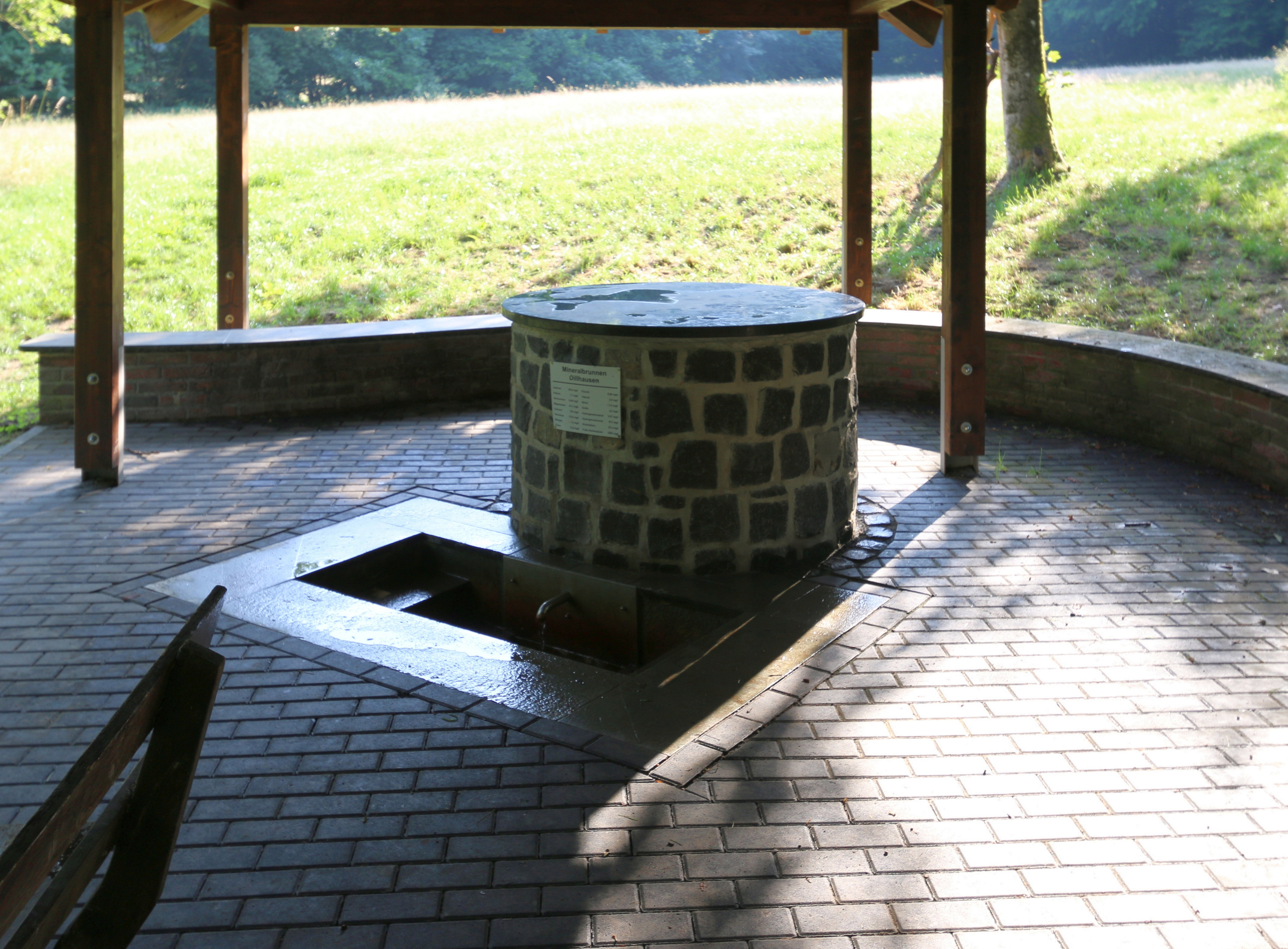
Der Sauerborn von Dillhausen

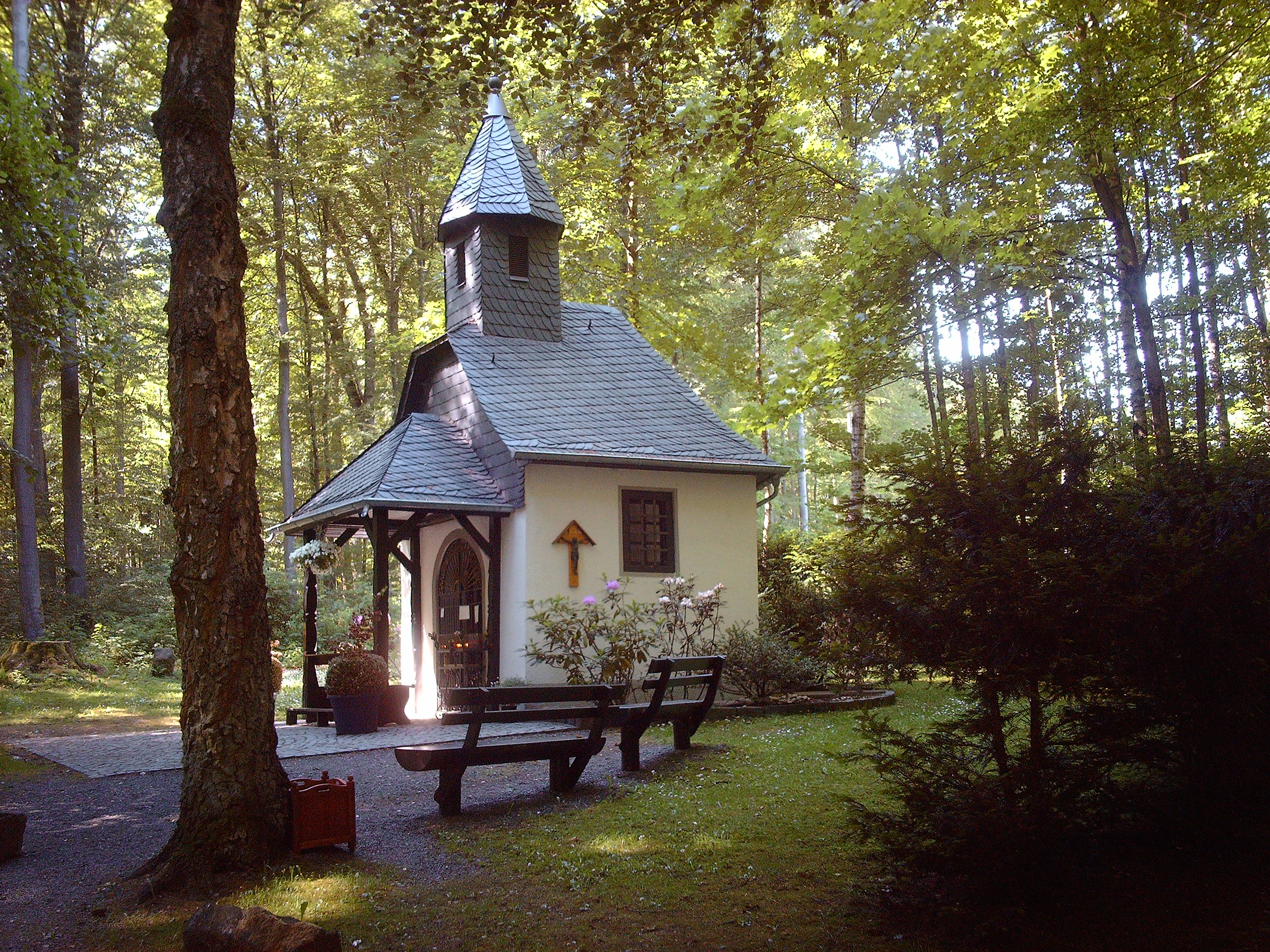
Kapelle „Heiligenhäuschen“

### Ortsgeschichte
Die älteste bekannte schriftliche Erwähnung von Dillhausen erfolgte im Jahr 1307.
Das Patrozinium des hl. Laurentius deutet allerdings auf eine Gründung im 10. Jahrhundert hin. Das stimmt auch mit der Namensendung -hausen überein, die mit einer Siedlungswelle zwischen dem 6. und dem 11. Jahrhundert in der Region in Verbindung gebracht wird. Die spätromanische Wehrkirche, von der heute nur noch der Turm steht, bildete zusammen mit dem angrenzenden Friedhof den Mittelpunkt der Siedlung.
Dillhausen war bis zur Einführung der Reformation im Jahr 1534, zusammen mit Probbach und Obershausen, ein eigenes Kirchspiel. Mit der Rückkehr zum katholischen Glauben 1630 wurde das Kirchspiel aufgelöst und Mengerskirchen zugeordnet. Im Jahr 1880 erhielt das Dorf zusammen mit Probbach einen Pfarrvikar und ist seit 1964 Teil der Pfarrei „Dillhausen-Probbach“. Die protestantischen Bürger gehören zur Pfarrei Niedershausen. Das neuromanische Gotteshaus wurde Anfang des 20. Jahrhunderts etwas außerhalb des Dorfes von den Dorfbewohnern erbaut. Der Kirchturm enthält vier Glocken, die ältesten stammen aus den Jahren 1451 und 1517.
In der Nähe des Dorfes liegt in einer Waldlichtung der auch Sauerborn genannte Sauerbrunnen Waldborn. Oberhalb des Dorfes steht in der Waldeinsamkeit eine Kapelle, in der Bevölkerung „Heiligenhäuschen“ genannt. Nach einer alten mündlichen Überlieferung wurde es an der Stelle errichtet, an der (nicht näher datiert) eine Schlacht stattgefunden haben soll. Einer der Überlebenden erbaute zum Dank für seine Rettung diese Kapelle, zur Ehre der Mutter Gottes. Noch immer pilgern viele Menschen aus den umliegenden Dörfern zu dieser Kapelle.
In das Dorfgemeinschaftshaus ist der Turm der alten Wehrkirche integriert. Dort gibt es heute einen kirchlichen Kindergarten.
Hessische Gebietsreform (1970–1977)
Im Zuge der Gebietsreform in Hessen fusionierten zum 31. Dezember 1970 die bis dahin selbstständigen Gemeinden Dillhausen, Mengerskirchen, Probbach, Waldernbach und Winkels im Oberlahnkreis freiwillig zu einer Gemeinde mit dem Namen „Mengerskirchen“. Die Kommune gehörte zum Oberlahnkreis, bis am 1. April 1974 der Landkreis Limburg-Weilburg gegründet wurde, in dem der Oberlahnkreis aufging Sitz der Gemeindeverwaltung wurde der Ortsteil Mengerskirchen. Für alle ehemals eigenständigen Gemeinden von Mengerskirchen wurde je ein Ortsbezirk mit Ortsbeirat und Ortsvorsteher nach der Hessischen Gemeindeordnung gebildet.

### Verwaltungsgeschichte im Überblick
Die folgende Liste zeigt die Staaten bzw. Herrschaftsgebiete und deren untergeordnete Verwaltungseinheiten, in denen Dillhausen lag:
- vor 1717: Heiliges Römisches Reich, Fürstentum Hadamar, Amt Mengerskirchen
- ab 1717 Heiliges Römisches Reich, Fürstentum Nassau-Dillenburg, Amt Mengerskirchen
- 1806–1813: Großherzogtum Berg, Département Sieg, Arrondissement Dillenburg, Kanton Driedorf
- 1813–1815: Fürstentum Nassau-Oranien, Amt Mengerskirchen
- ab 1816: Herzogtum Nassau, Amt Weilburg
- ab 1849: Herzogtum Nassau, Kreisamt Hadamar
- ab 1854: Herzogtum Nassau, Amt Weilburg
- ab 1867: Norddeutscher Bund[Anm. 1], Königreich Preußen, Provinz Hessen-Nassau, Regierungsbezirk Wiesbaden, Oberlahnkreis
- ab 1871: Deutsches Reich, Königreich Preußen, Provinz Hessen-Nassau, Regierungsbezirk Wiesbaden, Oberlahnkreis
- ab 1918: Deutsches Reich, Freistaat Preußen, Provinz Hessen-Nassau, Regierungsbezirk Wiesbaden, Oberlahnkreis
- ab 1944: Deutsches Reich, Freistaat Preußen, Provinz Nassau, Oberlahnkreis
- ab 1945: Amerikanische Besatzungszone, Groß-Hessen, Regierungsbezirk Wiesbaden, Oberlahnkreis
- ab 1946: Amerikanische Besatzungszone, Land Hessen, Regierungsbezirk Wiesbaden, Oberlahnkreis
- ab 1949: Bundesrepublik Deutschland, Land Hessen, Regierungsbezirk Wiesbaden, Oberlahnkreis
- ab 1968: Bundesrepublik Deutschland, Land Hessen, Regierungsbezirk Darmstadt, Oberlahnkreis
- ab 1971: Bundesrepublik Deutschland, Land Hessen, Regierungsbezirk Darmstadt, Oberlahnkreis, Gemeinde Mengerskirchen[Anm. 2]
- ab 1974: Bundesrepublik Deutschland, Land Hessen, Regierungsbezirk Darmstadt, Landkreis Limburg-Weilburg, Gemeinde Mengerskirchen
- ab 1981: Bundesrepublik Deutschland, Land Hessen, Regierungsbezirk Gießen, Landkreis Limburg-Weilburg, Gemeinde Mengerskirchen

### Bevölkerung
Einwohnerentwicklung
| Dillhausen: Einwohnerzahlen von 1834 bis 2020 | Dillhausen: Einwohnerzahlen von 1834 bis 2020 | Dillhausen: Einwohnerzahlen von 1834 bis 2020 | Dillhausen: Einwohnerzahlen von 1834 bis 2020 | Dillhausen: Einwohnerzahlen von 1834 bis 2020 |
| --- | --------------------------------------------- | --------------------------------------------- | --------------------------------------------- | --------------------------------------------- |
| Jahr |                                               |                                               |                                               | Einwohner                                     |
| 1834 | 1834                                          |                                               | 489                                           | 489                                           |
| 1840 | 1840                                          |                                               | 534                                           | 534                                           |
| 1846 | 1846                                          |                                               | 553                                           | 553                                           |
| 1852 | 1852                                          |                                               | 592                                           | 592                                           |
| 1858 | 1858                                          |                                               | 642                                           | 642                                           |
| 1864 | 1864                                          |                                               | 623                                           | 623                                           |
| 1871 | 1871                                          |                                               | 560                                           | 560                                           |
| 1875 | 1875                                          |                                               | 637                                           | 637                                           |
| 1885 | 1885                                          |                                               | 566                                           | 566                                           |
| 1895 | 1895                                          |                                               | 550                                           | 550                                           |
| 1905 | 1905                                          |                                               | 514                                           | 514                                           |
| 1910 | 1910                                          |                                               | 521                                           | 521                                           |
| 1925 | 1925                                          |                                               | 499                                           | 499                                           |
| 1939 | 1939                                          |                                               | 572                                           | 572                                           |
| 1946 | 1946                                          |                                               | 738                                           | 738                                           |
| 1950 | 1950                                          |                                               | 676                                           | 676                                           |
| 1956 | 1956                                          |                                               | 637                                           | 637                                           |
| 1961 | 1961                                          |                                               | 637                                           | 637                                           |
| 1967 | 1967                                          |                                               | 686                                           | 686                                           |
| 1970 | 1970                                          |                                               | 727                                           | 727                                           |
| 1980 | 1980                                          |                                               | ?                                             | ?                                             |
| 1990 | 1990                                          |                                               | ?                                             | ?                                             |
| 2000 | 2000                                          |                                               | 731                                           | 731                                           |
| 2004 | 2004                                          |                                               | 728                                           | 728                                           |
| 2008 | 2008                                          |                                               | 730                                           | 730                                           |
| 2011 | 2011                                          |                                               | 669                                           | 669                                           |
| 2016 | 2016                                          |                                               | 687                                           | 687                                           |
| 2020 | 2020                                          |                                               | 605                                           | 605                                           |
| Datenquelle: Historisches Gemeindeverzeichnis für Hessen: Die Bevölkerung der Gemeinden 1834 bis 1967. Wiesbaden: Hessisches Statistisches Landesamt, 1968. Weitere Quellen: LAGIS; Gemeinde Mengerskirchen; Zensus 2011 |                                               |                                               |                                               |                                               |

Einwohnerstruktur 2011
Nach den Erhebungen des Zensus 2011 lebten am Stichtag dem 9. Mai 2011 in Dillhausen 669 Einwohner. Darunter waren 27 (4,0 %) Ausländer.
Nach dem Lebensalter waren 96 Einwohner unter 18 Jahren, 264 zwischen 18 und 49, 156 zwischen 50 und 64 und 156 Einwohner waren älter.
Die Einwohner lebten in 288 Haushalten. Davon waren 81 Singlehaushalte, 87 Paare ohne Kinder und 96 Paare mit Kindern, sowie 21 Alleinerziehende und 3 Wohngemeinschaften. In 72 Haushalten lebten ausschließlich Senioren und in 177 Haushaltungen lebten keine Senioren.
Religionszugehörigkeit
| • 1885: | 20 evangelische (= 3,53 %), 546 katholische (= 96,47 %) Einwohner |
| • 1961: | 36 evangelische (= 5,65 %), 595 katholische (= 93,41 %) Einwohner |

## Kultur und Sehenswürdigkeiten

### Vereine
Auf Ortsebene bestehen die Vereine Bürgerstiftung Dillhausen, die Freiwillige Feuerwehr Dillhausen e. V. seit 1927 (einschl. Jugendfeuerwehr seit 29. April 1992), der Joy to Sing e. V., der Kirchenchor Cäcilia Dillhausen, der MGV Eintracht Dillhausen, der Sportverein Dillhausen sowie der VdK-Ortsverein Dillhausen.

### Kulturdenkmäler
- Backhaus

## Infrastruktur

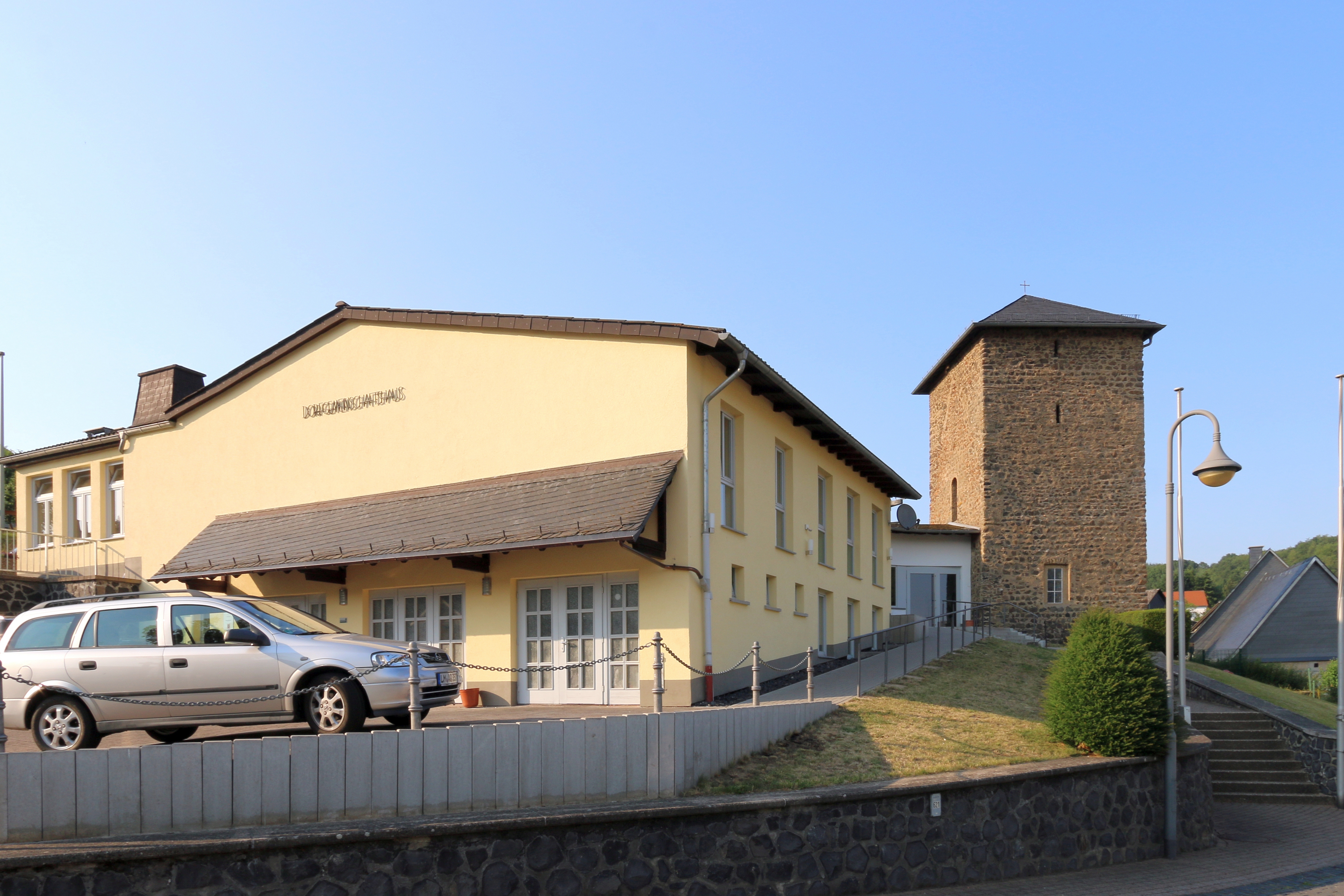
Dorfgemeinschaftshaus Dillhausen

Seit dem Jahr 1927 sorgt die Freiwillige Feuerwehr Dillhausen (ab 29. April 1992 mit Jugendfeuerwehr) für den abwehrenden Brandschutz und die allgemeine Hilfe in diesem Ort.
Es gibt ein Dorfgemeinschaftshaus mit dem Kindergarten in der Marktstraße, in der Nähe des Dorfgemeinschaftshauses ein wieder errichtetes altes Backhaus, einen Sportplatz, einen Kinderspielplatz sowie Rad- und Wanderwege in der waldreichen Umgebung.